# Romano-Tub
Romano-Tub este o companie producătoare de tubulatură din România.
Domeniul de activitate principal este producția de țevi din poliester armat cu fibră de sticlă utilizate la aducțiuni de apă potabilă și sisteme de canalizări de apă menajeră.
Compania deține o unitate de producție de țevi din poliester în localitatea Buftea, județul Ilfov, realizată în anul 2007 printr-o investiție de 9 milioane de euro.
Fabrica are o suprafață de 4.400 mp și are o capacitate de producție de cinci kilometri de țeavă pe lună.
Romano-Tub este deținută de compania Romano-Export, cu circa 75%, Finas Consulting, E-com Marketing, Porutiu Consulting și de Ovidiu Lucian Vacla.
Compania Romano-Export deține trei fabrici de textile, la Toplița, Brașov și Râmnicu-Sărat și a avut o cifră de afaceri de opt milioane de euro, în anul 2006.